# 오쓰촌 (효고현)
오쓰촌(일본어: 大津村)은 일본 효고현 이보군에 설치되었던 촌이다. 1946년 히메지시 등과 합병하여 소멸하였다. 현재의 히메지시 오쓰구에 해당한다.

## 역사
- 1889년 4월 1일 - 정촌제 시행에 수반해 잇토군 오쓰촌이 성립하였다.
- 1896년 4월 1일 - 잇토군, 잇사이군과 합병해 이보군이 성립하여 소속이 변경되었다.
- 1946년 3월 1일 - 구 히메지시, 시카마시, 히로하타정, 아보시정, 시라하마정, 가쓰하라촌, 아마루베촌과 함께 새로운 히메지시에 편입되어 소멸하였다.